# Endrunde der Deutschen Mannschaftsmeisterschaft im Schach 1968
Die Endrunde der Deutschen Mannschaftsmeisterschaft im Schach 1968 fand vom 29. November bis zum 1. Dezember 1968 in Solingen statt. Teilnahmeberechtigt waren Concordia/Palamedes Hamburg, die SG Porz, die Solinger Schachgesellschaft 1868 und die Schachfreunde 1907 Stuttgart, die Sieger von vier Qualifikationsturnieren zur Deutschen Mannschaftsmeisterschaft. Turnierleiter war Max Eisinger.

## Kreuztabelle der Mannschaften (Rangliste)
|   | Verein    | 1   | 2   | 3   | 4   | MP | BP   |
| - | --------- | --- | --- | --- | --- | -- | ---- |
| 1 | Stuttgart |     | 5,0 | 6,5 | 3,5 | 4  | 15,0 |
| 2 | Solingen  | 3,0 |     | 4,0 | 5,0 | 3  | 12,0 |
| 3 | Porz      | 1,5 | 4,0 |     | 4,5 | 3  | 10,0 |
| 4 | Hamburg   | 4,5 | 3,0 | 3,5 |     | 2  | 11,0 |